# 剣源蔵
葉隠忍者頭目 剣源蔵（はがくれにんじゃとうもく つるぎげんぞう）は、日本の佐賀県嬉野市の嬉野温泉にある忍者村テーマパーク『肥前夢街道』（ヒゼンユメカイドウ）で活動している忍者。または同テーマパークの支配人。単に『頭目』とも呼ばれる。葉隠とは、江戸時代中期（1716年（享保元年）頃）に出された肥前国鍋島藩（現在の佐賀県）藩士、山本常朝の武士としての心得についての見解を「武士道」という用語で説明した言葉。佐賀県の忍者＝葉隠忍者という設定。「空中りんご赤道斬り」の元ギネスホルダー。2018年4月8日に肥前夢街道の忍者を引退した。

## 概要
肥前夢街道の忍者として活動しており、佐賀県の忍者として自らの集団を「葉隠忍者」と名付け（湯けむり忍者隊 葉隠一族含む）、その頭目となっている。主な活動は「はがくれ忍者屋敷」にて忍者ショー、その他は「ちびっこ忍者アカデミー」のインストラクターや、イベント時に元ギネス記録保持者として「空中りんご赤道斬り」の披露などを行っている。また肥前夢街道以外での活動としては、九州全域の忍者文化を保存・普及するため、九州忍者保存協会を設立し初代頭目に就任している。

## 経歴など
- 空中リンゴ赤道斬り ギネス認定
空中に投げたリンゴを1分間に刀で何個斬れるかを競うもので、アメリカ合衆国のアシュリタ・ファーマン（英語: Ashrita Furman、1954年9月16日 - ）が27個というギネス記録を保持していた。2012年7月22日に『FNS27時間テレビ笑っていいとも！』の生中継にて挑戦し、ギネス認定員2名立会いのもと28個の新記録を樹立。ギネスワールドレコードに新記録として登録された[2]。
- 空中リンゴ赤道斬り 再挑戦
前述のとおり2012年7月にギネス認定となったが、同年11月に前記録保持者のアシュリタ・ファーマンに29個の記録で世界記録を奪われる。世界記録奪還に向けて再挑戦を決意し、ギネス公式認定員の招聘費用を集めるためクラウドファンディングで募金を募る。目標金額には達成できなかったが、同時期にイギリス英国放送協会から番組撮影のオファーがあり、2013年9月10日に埼玉県行田市の忍城にて再挑戦を行う[3]。しかし、練習のしすぎによる手首の腱鞘炎で新記録は達成できなかった。
- 手裏剣普及協会 佐賀県支部発足 支部長就任
手裏剣普及協会（東京本部・正柳館）の九州では初めての認定指導員（正柳館手裏剣術三段）。支部を佐賀県肥前夢街道にて発足。佐賀県支部長に就任する[4]。
- 九州忍者保存協会 発足 頭目就任
忍者の総本山・伊賀＆甲賀に対抗すべく、九州忍者統一のため「九州忍者保存協会」を設立[5]。団体の目的は、忍者を通じた地域間交流（各地域でのイベントへの協力）や、忍者を後世に残していくための共同PR活動。肥前夢街道が本部事務局となり、随時加盟団体を募集している。
- 嬉野温泉スリッパ温泉卓球大会
毎月最終日曜日に嬉野温泉にて開催されている「スリッパ温泉卓球大会」の公式審判委員長を務める[6]。嬉野温泉地域活性化のためにボランティアで参加している。

## 出演番組
- イチバンICHIBANG!（TXNテレビ東京）
- 天才てれびくん（NHK教育テレビ）
- ドォーモDuòmo（KBC九州朝日放送）
- かちかちワイド（STSサガテレビ）
- めんたいワイド（FBS福岡放送）
- KBCニュースピア（KBC九州朝日放送）
- news every.（NIB長崎国際テレビ）
- スーパーJチャンネル（NCC長崎文化放送）
- アサデス。（KBC九州朝日放送）
- I ♥ OGI（FMSエフエム佐賀）
- FNS九州8局共同制作 九州行きたい県グランプリ2（TNCテレビ西日本）
- FNS27時間テレビ「森田一義アワー 笑っていいとも!」（フジテレビ）
- ザ!鉄腕!DASH!!（日本テレビ）